# Gymnasium Süderelbe
Das Gymnasium Süderelbe (üblicherweise als GySue bezeichnet) ist ein staatliches Gymnasium im Hamburger Stadtteil Neugraben-Fischbek, der südlich der Elbe liegt.

## Geschichte und Gebäude
Das Gymnasium Süderelbe wurde 1990 als Zusammenschluss des Gymnasiums Neuwiedenthal, des Gymnasiums Fischbek und des Oberstufenzentrums Süderelbe / Gymnasiums Neugraben gegründet. Das Gebäude des Gymnasiums Neuwiedenthal wurde an eine andere Schule übergeben, das Gebäude des Gymnasiums Fischbek wurde, mit Ausnahme der Sporthalle, von der Behörde an eine katholische Schule vermietet. Das heutige Gymnasium Süderelbe befindet sich im Gebäude des ehemaligen Oberstufenzentrums.
Der Schulstandort am Falkenbergsweg befindet sich etwas südlich der Cuxhavener Straße (B73), auf einem Grundstück in ausgeprägter Hanglage. Das Schulgebäude wurde 1971 errichtet. Der Gebäudekomplex ist kammartig, wobei der „Kammrücken“ am südlichen Rand des Grundstücks verläuft, und die „Zinken“ auf dem gen Norden abfallenden Gelände ausgerichtet sind. 2006 wurde der Gebäudekomplex mit einem zweigeschossigen, aufgeständerten Baukörper erweitert. 2012 wurde eine freistehende Zweifeldsporthalle erbaut.
2002 übergab der Schulleiter Helmut Bossel sein Amt nach 25 Jahren an seinen Nachfolger Thomas Fritsche. Seit dem Schuljahr 2002/2003 wurde wie an allen Hamburger Gymnasien das Abitur nach zwölf Jahren eingeführt.

## Schulprofil
Das Gymnasium Süderelbe ist eine offene Ganztagsschule. Die Schülerschaft des Gymnasiums kommt ganz überwiegend aus den Hamburger Stadtteilen Neugraben-Fischbek und Hausbruch. Bei der Erhebung des Sozialindex für Hamburger Schulen 2011 wurde für das GySue auf einer Skala von 1 (nachteilige Voraussetzungen der Schülerschaft, höchster Förderbedarf) bis 6 (beste Voraussetzungen, kein Förderbedarf) ein Sozialindex von 5 errechnet. Im Schuljahr 2016/17 hatten knapp 49 % der GySue-Schüler einen Migrationshintergrund, etwas über dem Durchschnitt aller Hamburger Gymnasien.
Am GySue werden in der Oberstufe derzeit sechs Profile angeboten, u. a. (genannt sind jeweils die profilgebenden Fächer):
- Planet Erde – Umwelt, Klima, Mensch, profilgebendes Fach: Geographie
- Natur und Gesundheit, profilgebendes Fach: Biologie
- Energie und Umwelt-Technologie: profilgebendes Fach: Physik
- Kultur und Sprache: profilgebendes Fach: Geschichte
- Kultur und Sprache – AbiBac, profilgebendes Fach: Geschichte auf Französisch
- Sport und Gesundheit, profilgebende Fächer: Sport, Biologie

## Besonderheiten und Partnerschaften
Im August 2002 wurde das Angebot der Schule um einen bilingualen Zweig Französisch erweitert. Die zweisprachige Ausbildung kann seitdem bis zum deutsch-französischen Abitur („AbiBac“) fortgesetzt und mit einem Sprachzertifikat beendet werden, welches zum Studium an französischen Hochschulen berechtigt. Im Schuljahr 2020/21 gab es in Hamburg vier Gymnasien mit diesem Angebot.
Vom Gymnasium werden Schüleraustauschprogramme zusammen mit Schulen in Frankreich, Australien, den USA und England durchgeführt.
Gemeinsam mit der Technischen Universität Hamburg werden Begabtenkurse unter anderem für Chemie, Informatik (insbesondere Robotik) und Mathematik organisiert. Jedes Jahr finden Theateraufführungen statt. Mit der Big Band „JazzBond“ und dem „Schulorchester“ besitzt das Gymnasium Süderelbe zwei größere Instrumentalensembles, die auch außerhalb der Schule auftreten; ergänzend und zur Vorbereitung auf diese Ensembles werden Streicher- und Bläserkurse für die jüngeren Schüler (Jgst. 5 und 6) angeboten. Daneben bilden sich immer wieder auch kleinere musikalische Formationen, vor allem für besondere Anlässe; Erwähnung verdienen rückblickend z. B. Splash (hat sich mit dem entlassenen Abijahrgang 2005 aufgelöst), Ginga und Lydit. Von Bedeutung im Schulleben sind heute zudem die Chöre in Unter-, Mittel- und Oberstufe.
Die erste Schülerzeitung war 1975 die Funzel, gefolgt von dem ein Jahr später erschienenen OZ Magazin. Beide waren lange zeitgleich erhältlich und spiegelten die seinerzeitig an der Schule repräsentierten politischen Hauptströmungen Jusos (Funzel) und Schüler Union (OZ Magazin) wider. Seit 2004 gibt es eine Schülerzeitung unter dem Titel New Graven Times (anfangs unter dem Titel: LogIn). Seit 2008 heißt die von der Schulleitung herausgegebene Schulzeitung GySue-Aktuell, wobei in regelmäßigen Abständen Sonderausgaben (GySue-Aktuell extra) erscheinen. Als Alternative erschien im Schuljahr 2011/2012 eine weitere Schülerzeitung namens Gysue-Aktueller.

## Persönlichkeiten

### Bekannte Lehrer
- Karl-Heinz Ehlers (* 1942), Politiker (Lehrer am Oberstufenzentrum Süderelbe)
- Volker Ullrich (* 1943), Historiker (Lehrer am Oberstufenzentrum Süderelbe)

### Bekannte Schüler
- Karlheinz Meier (1955–2018), Physiker und Professor für Experimentalphysik (Abitur am Gymnasium Neugraben)
- Jörg Strübing (* 1959), Soziologe (Abitur am Oberstufenzentrum Süderelbe)
- André Golke (* 1964), ehemaliger deutscher Fußballprofi, (Abitur am Oberstufenzentrum Süderelbe)
- Klaus Ulbricht (* 1965), ehemaliger deutscher Fußballprofi (Abitur am Oberstufenzentrum Süderelbe)
- Volker Schmidt (* 1978), Fußballspieler (Abitur am GySue)
- Niklas Heinecker (* 1984), Pokerspieler (Abitur am GySue)